# Мажейкяйское апилинкское староство
Мажейкяйское апилинкское староство (лит. Mažeikių apylinkės seniūnija) — одно из 9 староств Мажейкяйского района, Тельшяйского уезда Литвы. Административный центр — город Мажейкяй.

## География
Расположено на севере Литвы, в Средне-Вянтской низменности, в центральной и восточной части Мажейкяйского района.
Граничит с Жидикайским староством на западе и северо-западе, Мажейкяйским — окружая его с запада и востока, Рейвичяйским — на севере, Лайжувским — на северо-востоке, Векшняйским — на юго-востоке, Тиркшляйским — на юге, Шяркшненайским — на юго-западе, и Акмянским староством Акмянского района — на востоке. 

## Население
Мажейкяйское апилинкское староство включает в себя 19 деревень.